# Der Junge, der seinen Geburtstag vergaß
Der Junge, der seinen Geburtstag vergaß ist ein Antikriegsroman der deutschen Schriftsteller Rudolf Frank und Georg Lichey.

## Hintergrund
Das Buch wurde 1931 zuerst unter dem Titel Der Schädel des Negerhäuptlings Makaua veröffentlicht. Mit dem Untertitel „Kriegsroman für die junge Generation“ versuchte Frank, die eigentliche Intention, nämlich die junge Generation vor Kriegsverherrlichung zu warnen und zu Zivilcourage aufzufordern, zu verschleiern. Das Buch wurde durch die Nationalsozialisten nach deren Machtübernahme verboten und im Mai 1933 verbrannt. 1979 wurde das Buch unter dem Titel 'Der Junge, der seinen Geburtstag vergaß' neu aufgelegt und erhielt 1983 den Gustav-Heinemann-Friedenspreis für Kinder- und Jugendbücher und 1987 in englischer Übersetzung den Mildred L. Batchelder Award. Außerdem wurde es 1983 mit dem Jugendbuchpreis Buxtehuder Bulle ausgezeichnet. Oft wird der Roman mit Remarques bekanntem Im Westen nichts Neues verglichen.

## Inhalt
Der polnische Junge Jan ist gerade vierzehn Jahre alt. Er hat seine Mutter verloren und sein Vater wurde von den Russen zum Krieg eingezogen. Jan wohnt deshalb bei seinem Onkel, doch der stirbt bei einem Bombenangriff. Als sein Dorf zerstört wird, trifft er auf deutsche Soldaten. Er freundet sich mit ihnen an, da er keine Familie mehr hat, und hilft ihnen durch seine Sprachkenntnisse und seinen Einfallsreichtum in verschiedenen Situationen und avanciert zum Schutzengel der Batterie. Für seine Leistungen soll er vom Kaiser ausgezeichnet und sogar als Deutscher eingebürgert werden. Bevor es dazu kommt, desertiert Jan jedoch, da er verstanden hat, was Krieg eigentlich bedeutet.